# Edel Quinnová
Edel Mary Quinn (14. září 1907 Kanturk – 12. května 1944 Nairobi) byla irská katolická laická misionářka.

## Život
Ve věku dvaceti let vstoupila do dublinské Mariiny legie a pomáhala chudým v městských slumech. V roce 1936, v pokročilém stadiu tuberkulózy, odjela vykonávat misionářskou činnost do východní a centrální Afriky. Sedm a půl let zakládala pobočky legie v dnešní Tanzanii, Keni, Ugandě, Malawi a Mauritánii. Podlehla své nemoci v Keni a je pohřbena na Misionářském hřbitově.
Papež sv. Jan Pavel II. ji prohlásil ze ctihodnou 15. prosince 1994.